# Amphoe Khun Han

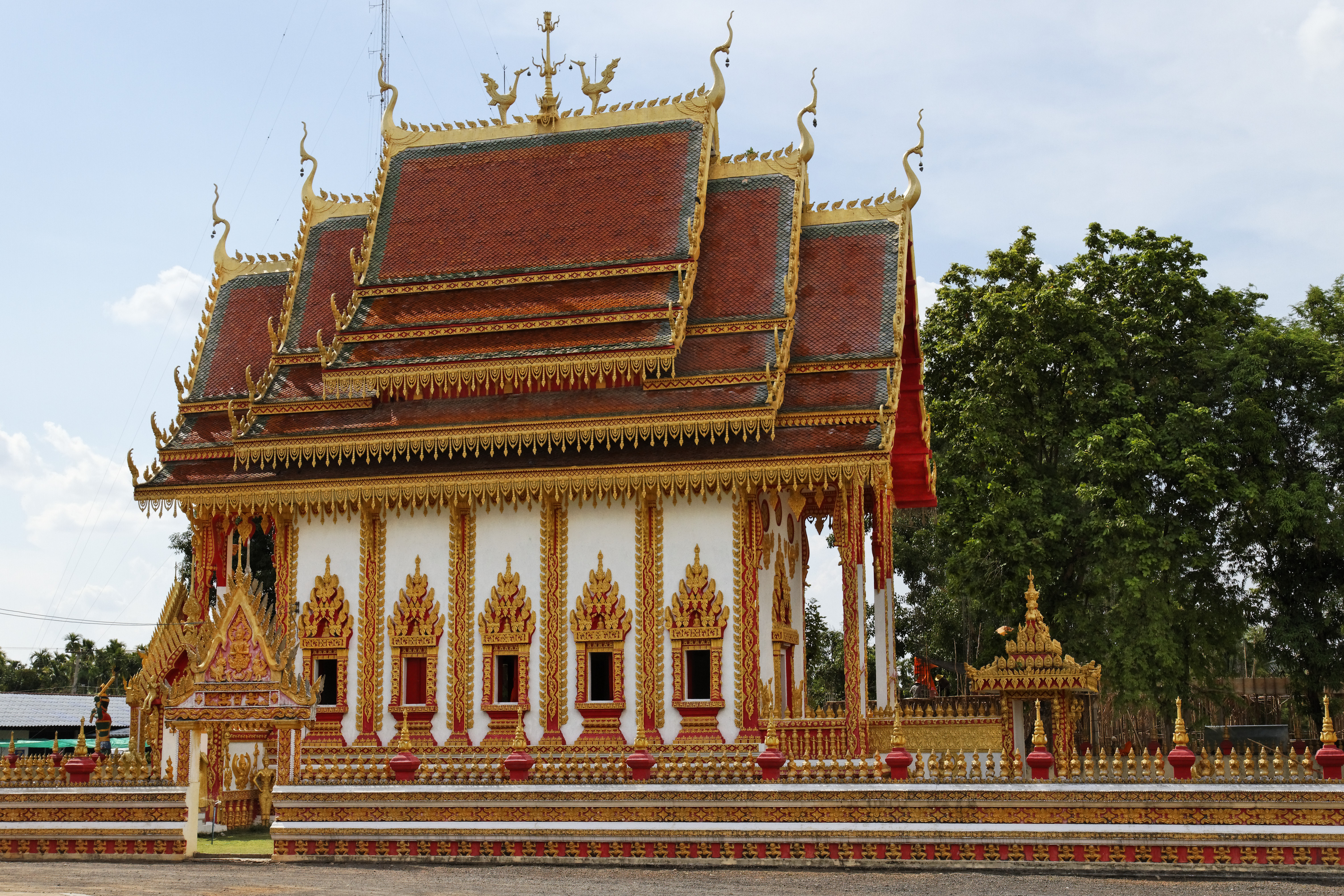
Wat Samrong Kiat, Tambon Bak Dong

Amphoe Khun Han (Thai อำเภอ ขุนหาญ) ist ein Landkreis (Amphoe – Verwaltungs-Distrikt) im Süden der Provinz Si Sa Ket. Die Provinz Si Sa Ket liegt in der Nordostregion von Thailand, dem so genannten Isan. 

## Geographie
Amphoe Khun Han grenzt an die folgenden Distrikte (von Westen im Uhrzeigersinn): an die Amphoe Phu Sing, Khukhan, Phrai Bueng, Si Rattana und Kantharalak in der Provinz Si Sa Ket. Nach Süden liegt die Provinz Oddar Meanchey in Kambodscha.

## Geschichte
Im Jahr 1958 wurde der „Zweigkreis“ (King Amphoe) Khun Han (seinerzeit noch ขุนหาร geschrieben) zu einem Amphoe heraufgestuft.

## Verwaltung

### Provinzverwaltung
Der Landkreis Khun Han ist in zwölf Tambon („Unterbezirke“ oder „Gemeinden“) eingeteilt, die sich weiter in 144 Muban („Dörfer“) unterteilen.
| Nr.  | Name        | Thai      | Muban | Einw.  |
| ---- | ----------- | --------- | ----- | ------ |
| 01.  | Si          | สิ         | 14    | 11.560 |
| 02.  | Bak Dong    | บักดอง     | 21    | 15.294 |
| 03.  | Phran       | พราน      | 20    | 15.958 |
| 04.  | Pho Wong    | โพธิ์วงศ์    | 08    | 06.307 |
| 05.  | Phrai       | ไพร       | 11    | 06.491 |
| 06.  | Krawan      | กระหวัน    | 12    | 08.790 |
| 07.  | Khun Han    | ขุนหาญ     | 09    | 05.937 |
| 08.  | Non Sung    | โนนสูง     | 09    | 07.947 |
| 09.  | Kanthrom    | กันทรอม    | 13    | 08.830 |
| 010. | Phu Fai     | ภูฝ้าย      | 08    | 05.237 |
| 011. | Pho Krasang | โพธิ์กระสังข์ | 14    | 09.084 |
| 012. | Huai Chan   | ห้วยจันทร์   | 05    | 05.081 |

### Lokalverwaltung
Es gibt sechs Kommunen mit „Kleinstadt“-Status (Thesaban Tambon) im Landkreis:
- Si (Thai: เทศบาลตำบลสิ), bestehend aus Teilen des Tambon Si.
- Non Sung (Thai: เทศบาลตำบลโนนสูง) bestehend aus Teilen des Tambon Non Sung.
- Khun Han (Thai: เทศบาลตำบลขุนหาญ), bestehend aus den übrigen Teilen der Tambon Si und Non Sung.
- Pho Krasang (Thai: เทศบาลตำบลโพธิ์กระสังข์), bestehend aus dem ganzen Tambon Pho Krasang.
- Krawan (Thai: เทศบาลตำบลกระหวัน), bestehend aus dem ganzen Tambon Krawan.
- Kanthrom (Thai: เทศบาลตำบลกันทรอม), bestehend aus dem ganzen Tambon Kanthrom.

Außerdem gibt es sieben „Tambon-Verwaltungsorganisationen“ (องค์การบริหารส่วนตำบล – Tambon Administrative Organizations, TAO):
- Bak Dong (Thai: องค์การบริหารส่วนตำบลบักดอง)
- Phran (Thai: องค์การบริหารส่วนตำบลพราน)
- Pho Wong (Thai: องค์การบริหารส่วนตำบลโพธิ์วงศ์)
- Phrai (Thai: องค์การบริหารส่วนตำบลไพร)
- Khun Han (Thai: องค์การบริหารส่วนตำบลขุนหาญ)
- Phu Fai (Thai: องค์การบริหารส่วนตำบลภูฝ้าย)
- Huai Chan (Thai: องค์การบริหารส่วนตำบลห้วยจันทร์)